# Sedmi saziv Hrvatskog sabora
Sedmi saziv Hrvatskog sabora konstituiran je 22. prosinca 2011. godine. U sedmom sazivu Sabora je izabran 151 zastupnik na izborima održanima 4. prosinca 2011. Stotinu četrdeset zastupnika izabrano je s lista političkih stranaka u deset izbornih jedinica, tri zastupnika izabrana su u posebnoj izbornoj jedinici sa stranačkih lista, a osam zastupnika izabrano je zastupati nacionalne manjine. 
Sedmi saziv Hrvatskoga sabora zaključio je 25. rujna 2015. svoj nepuni četverogodišnji rad, a odluku o raspuštanju koja na snagu stupa 28. rujna, zastupnici, njih 123, donijeli su jednoglasno.

## Predsjednik, potpredsjednici, tajnik
Dužnost predsjednika Hrvatskog sabora u sedmom sazivu obnaša Josip Leko (SDP), koji je izabran na dužnost 10. listopada 2012. godine, nakon smrti Borisa Šprema (SDP), koji je dužnost predsjednika Hrvatskog sabora obnašao od 22. prosinca 2011. do svoje smrti, 30. rujna 2012. godine. Za vrijeme privremene spriječenosti u obavljanju predsjedničke dužnosti, predsjednik Sabora Boris Šprem je 26. lipnja 2012. donio odluku da ga zamjenjuje potpredsjednik Sabora i predsjednik Odbora za Ustav, Poslovnik i politički sustav Josip Leko.
Potpredsjednici Hrvatskoga sabora su:
- Dragica Zgrebec,
- Nenad Stazić,
- Milorad Batinić,
- Željko Reiner,
- Tomislav Čuljak.

Dužnost tajnika Hrvatskog sabora obnaša Slaven Hojski, dok je njegova zamjenica i tajnica plenarne sjednice Jadranka Blažević.
Na 2. izvanrednoj sjednici 23. prosinca 2011. za potpredsjednike su izabrani Jadranka Kosor i Vladimir Šeks. Na 4. sjednici, 15. lipnja 2012., Hrvatski sabor donio je odluku, na zahtjev Hrvatske demokratske zajednice, o razrješenju Jadranke Kosor dužnosti potpredsjednice Sabora i odluku, na osobni zahtjev zastupnika, o razrješenju Vladimira Šeksa dužnosti potpredsjednika Sabora, dok su istovremeno izabrani Željko Reiner i Tomislav Čuljak na dužnosti potpredsjednika Sabora. 
Na 5. sjednici 10. listopada 2012., Hrvatski sabor je donio Odluku o izboru Dragice Zgrebec za potpredsjednicu Hrvatskoga sabora, koja je na dužnosti zamijenila Josipa Leku.

## Raspodjela mandata[4]
| Izborna lista                                          | mjesta | političke stranke                      | mjesta |
| ------------------------------------------------------ | ------ | -------------------------------------- | ------ |
| Kukuriku koalicija                                     | 73     | Socijaldemokratska partija (SDP)       | 56     |
| Kukuriku koalicija                                     | 73     | Hrvatska narodna stranka (HNS)         | 11     |
| Kukuriku koalicija                                     | 73     | Istarski demokratski sabor (IDS)       | 2      |
| Kukuriku koalicija                                     | 73     | Hrvatska stranka umirovljenika (HSU)   | 4      |
| Hrvatska demokratska zajednica i partneri              | 44     | Hrvatska demokratska zajednica (HDZ)   | 41     |
| Hrvatska demokratska zajednica i partneri              | 44     | Hrvatska građanska stranka (HGS)       | 2      |
| Hrvatska demokratska zajednica i partneri              | 44     | Demokratski centar (DC)                | 1      |
| Hrvatski demokratski savez Slavonije i Baranje (HDSSB) | 7      | -                                      | 7      |
| Hrvatski laburisti – Stranka rada (HL)                 | 2      | -                                      | 2      |
| Narodna stranka – Reformisti (Reformisti)              | 3      | -                                      | 3      |
| Samostalna demokratska srpska stranka (SDSS)           | 3      | -                                      | 3      |
| Hrvatska stranka prava dr. Ante Starčević (HSP AS)     | 1      | -                                      | 1      |
| Hrvatska seljačka stranka (HSS)                        | 1      | -                                      | 1      |
| Bošnjačka demokratska stranka Hrvatske (BDSH)          | 1      | -                                      | 1      |
| Održivi razvoj Hrvatske (ORaH)                         | 2      | -                                      | 2      |
| Novi val – Stranka razvoja (Novi val)                  | 1      | -                                      | 1      |
| Nezavisni                                              | 14     | Neovisna lista - dr. sc. Ivan Grubišić | 1      |
| Nezavisni                                              | 14     | Manjine                                | 3      |
| Nezavisni                                              | 14     | Nestranački                            | 10     |

## Zastupnici sedmog saziva
- Antičević Marinović, Ingrid   (SDP)
- Babić, univ. spec. Ante   (HDZ)
- Babić, Vedran   (SDP)
- Bačić, Branko   (HDZ)
- Baloević, Jakša   (Novi val)
- Banić, Martina   (HDZ)
- Baranović, Petar   (Narodna stranka - reformisti)
- Batinić, Milorad   (HNS)
- Bečić, Nevenka   (HGS)
- Bernardić, Davor   (SDP)
- Beus Richembergh, Goran   (HNS)
- Bilek, Vladimir   (HNS; nacionalne manjine)
- Bilić, Dubravko   (SDP)
- Blažeković, Boris   (HNS)
- Boljunčić, prof. dr. sc. Valter   (IDS)
- Borić, Josip   (HDZ)
- Božinović, dr. sc. Davor   (HDZ)
- Bubalo, Krešimir   (HDSSB)
- Burić, Dinko   (HDSSB)
- Crnogorac, Dragan   (SDSS; nacionalne manjine)
- Cvjetović, Ljiljana   (HSU)
- Čavlović Smiljanec, Nada   (SDP)
- Češek, Igor   (HDSSB)
- Čuljak, Tomislav   (HDZ)
- Dalić, dr. sc. Martina   (nezavisna)
- Damjanac, Ada   (SDP)
- Denona, Luka   (SDP)
- Dragovan, Igor   (SDP)
- Drmić, Ivan   (HDSSB)
- Đakić, Josip   (HDZ)
- Đujić, Saša   (SDP)
- Đurđević, Šimo   (HDZ)
- Đurović, Dražen   (HDSSB)
- Fabijančić-Križanić, Vesna   (SDP)
- Filipović, Ilija   (HDZ)
- Flego, prof. dr. sc. Gvozden Srećko   (SDP)
- Gjurković, mr. Srđan   (HNS)
- Glavak, Sunčana   (HDZ)
- Glavina, Dragutin   (HNS)
- Grbin, Peđa  (SDP)
- Grubišić, Boro   (HDSSB)
- Grubišić, dr. sc. Ivan   (nezavisni)
- Habek, Mario   (SDP)
- Hajduković, univ. spec. Domagoj   (SDP)
- Hodžić, Nedžad   (BDSH; nacionalne manjine)
- Holy, dr. sc. Mirela   (ORaH)
- Horvat, Mile   (SDSS; nacionalne manjine)
- Hrelja, Silvano   (HSU)
- Hrg, Branko   (HSS)
- Ilić, Marija   (HSU)
- Ivčević, Tonka   (SDP)
- Ivić, Tomislav   (HDZ)
- Jandroković, Gordan   (HDZ)
- Jelaš, Nadica   (SDP)
- Jelečević, Perica   (HDZ)
- Jelušić, Ivo   (SDP)
- Jerković, prof. dr. sc. Romana   (SDP)
- Jerolimov, Ante   (HDZ)
- Jovanović, dr. sc. Željko   (SDP)
- Juhas, Šandor   (nezavisni; nacionalne manjine)
- Juričev-Martinčev, Branka   (HDZ)
- Jurjević, mr. sc. Marin   (SDP)
- Jurković, Milan   (HDZ)
- Kajin, Damir   (nezavisni)
- Kajtazi, Veljko   (nezavisni; nacionalne manjine)
- Karamarko, Tomislav   (HDZ)
- Kerum, Željko   (HGS)
- Klarić, Tomislav   (HDZ)
- Klarin, Ivan   (SDP)
- Kolman, Igor   (HNS)
- Komparić Devčić, Ana   (SDP)
- König, Sonja   (HNS)
- Kosor, Jadranka   (nezavisna)
- Kregar, prof. dr. sc. Josip   (nezavisni)
- Krnić, Josip   (SDP)
- Kulušić, Ante   (HDZ)
- Kutija, Branko   (HDZ)
- Leaković, Karolina   (SDP)
- Ledinski, Darko   (SDP)
- Leko, Josip   (SDP)
- Lesar, Dragutin   (Hrvatski laburisti – Stranka rada)
- Linić, Slavko   (nezavisni)
- Lovrić Merzel, Marina (nezavisna; reaktivirala mandat 11. rujna 2014.)
- Lucić, Franjo   (HDZ)
- Lučin, Šime   (SDP)
- Lugarić, Marija   (SDP)
- Mandić, Ivica   (HNS)
- Marasović, prof. dr. sc. Dujomir   (HDZ)
- Marelić, Mladen   (SDP)
- Marić, dr. sc. Goran   (HDZ)
- Martinčević, Natalija   (Narodna stranka - reformisti)
- Mateljan, Damir   (SDP)
- Matušić, Frano   (HDZ)
- Mesić, mr. Jasen   (HDZ)
- Milas, Zvonko   (HDZ)
- Miličević, Davor   (HDZ)
- Milinković, Stjepan   (HDZ)
- Milinović, Darko   (HDZ)
- Milošević, Domagoj Ivan   (HDZ)
- Mirković, Željko   (SDP)
- Mlakar, Davorin   (HDZ)
- Moharić, Mario   (SDP)
- Mondekar, Daniel   (SDP)
- Mulić, Melita   (SDP)
- Murganić, Nada   (HDZ)
- Nekić, Hrvoje   (SDP)
- Novak, Mladen   (nezavisni)
- Ostojić, prof. dr. sc. Rajko   (SDP)
- Pandek, Draženko   (SDP)
- Plančić, Đurđica   (SDP)
- Popijač, mr. sc. Đuro   (HDZ)
- Posavac, Vanja   (SDP)
- Posavec Krivec, Ivana   (SDP)
- Prelec, Alen   (SDP)
- Pupovac, prof. dr. sc. Milorad   (SDSS; nacionalne manjine)
- Račan, Ivan   (SDP)
- Radin, dr. sc. Furio   (nezavisni; nacionalne manjine)
- Rapo, Marija   (HDZ)
- Reiner, akademik Željko   (HDZ)
- Rilje, Damir   (SDP)
- Rimac, mr. sc. Damir   (SDP)
- Ronko, Zdravko   (SDP)
- Sabolić, Vesna   (Narodna stranka – Reformisti)
- Salapić, mr. sc. Josip   (HDSSB)
- Sanader, Ante   (HDZ)
- Sobol, Gordana   (SDP)
- Sponza, Giovanni   (IDS)
- Stazić, Nenad   (SDP)
- Sumrak, mr. Đurđica   (HDZ)
- Šantek, Ivan   (HDZ)
- Šeks, Vladimir   (HDZ)
- Šemper, Željko   (HSU)
- Šimac Bonačić, mr. sc. Tatjana   (SDP)
- Šimunović, Ivan   (HSP dr. Ante Starčević, mandat počeo 1. srpnja 2013.)
- Škare Ožbolt, Vesna   (DC – prestanak mirovanja mandata od 18. veljače 2014.)
- Škvarić, Marijan   (HNS)
- Špoljar, mr. Dunja   (SDP)
- Šuker, Ivan   (HDZ)
- Tireli, Nansi   (Hrvatski laburisti – Stranka rada)
- Tomić, dr. sc. Damir   (SDP)
- Tuđman, prof. dr. sc. Miroslav   (HDZ)
- Turina-Đurić, Nada   (HNS)
- Tušak, Zlatko   (Hrvatski laburisti – Stranka rada)
- Vasić, mr. sc. Zoran   (SDP; zastupnik do 11. rujna 2014.)
- Vidović, Franko   (SDP)
- Vrbat Grgić, Tanja   (SDP)
- Vuković, Josip   (SDP)
- Vukšić, Branko   (nezavisni)
- Vuljanić, Nikola   (nezavisni)
- Zgrebec, Dragica   (SDP)
- Žagar, Tomislav   (SDP)
- Želježnjak, Vesna   (SDP)

- Izvor za popis: Zastupnici 7. saziva Hrvatskoga sabora  Arhivirana inačica izvorne stranice od 15. siječnja 2008. (Wayback Machine)